# 오세 클레벨란
오세 클레벨란(Åse Kleveland, 1949년 3월 18일 ~ )은 노르웨이의 가수이자 정치인이다. 노르웨의 문화부 장관을 1990년부터 1992년까지 역임하였다.